# Nitrianske Hrnčiarovce
Nitrianske Hrnčiarovce – wieś i gmina (obec) w powiecie Nitra, w kraju nitrzańskim na Słowacji. Znajduje się u podnóży gór Trybecz, tuż po północno-wschodniej stronie miasta Nitra (jest z nim złączona).